# 19543 Burgoyne
19543 Burgoyne è un asteroide della fascia principale. Scoperto nel 1999, presenta un'orbita caratterizzata da un semiasse maggiore pari a 2,2314235 UA e da un'eccentricità di 0,1885583, inclinata di 6,10024° rispetto all'eclittica.